# 太陽系外衛星の一覧

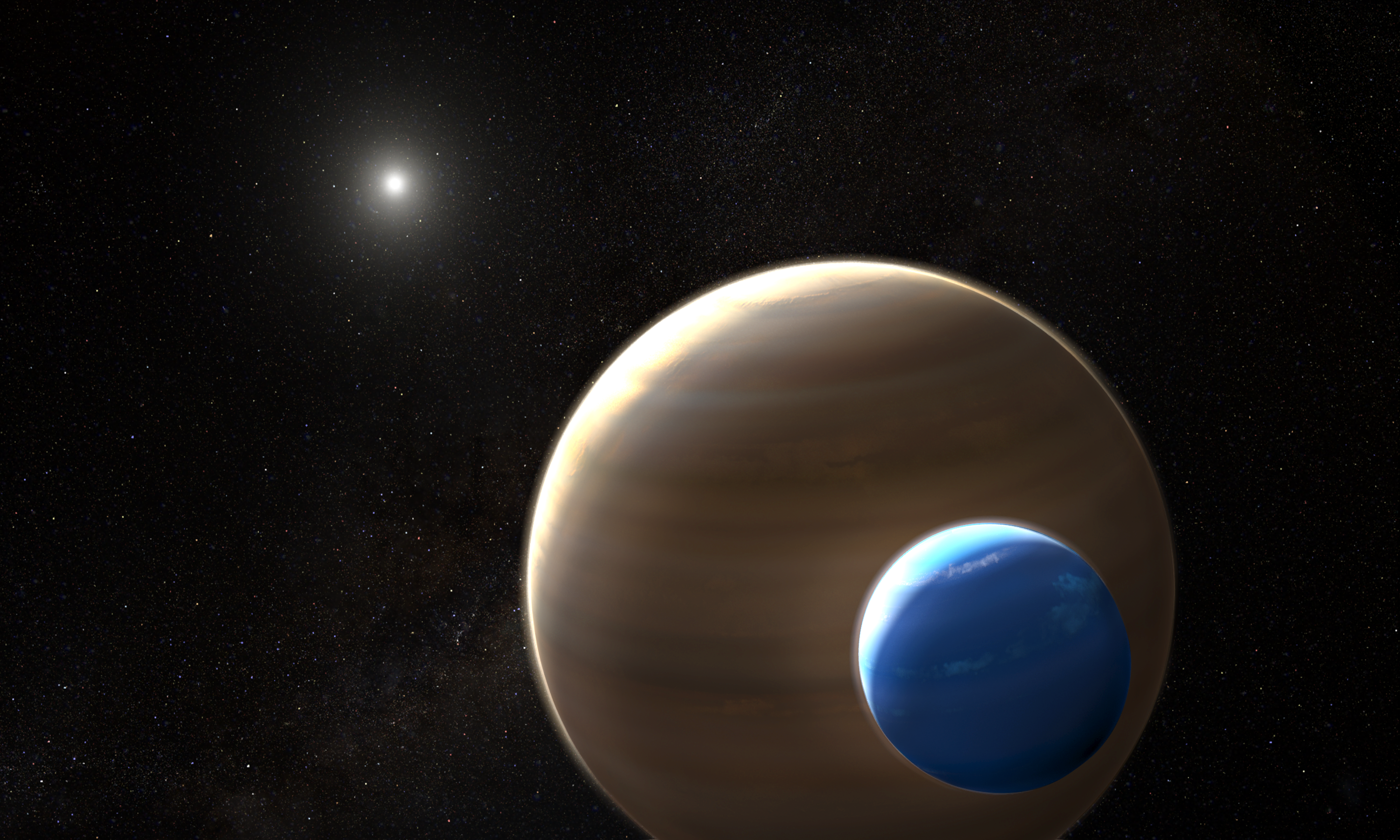
ケプラー1625bとケプラー1625b Iの想像図

太陽系外衛星の一覧（たいようけいがいえいせいのいちらん）では、現在までに観測から存在が推定・予測された太陽系外衛星候補について述べる。

## 主な発見

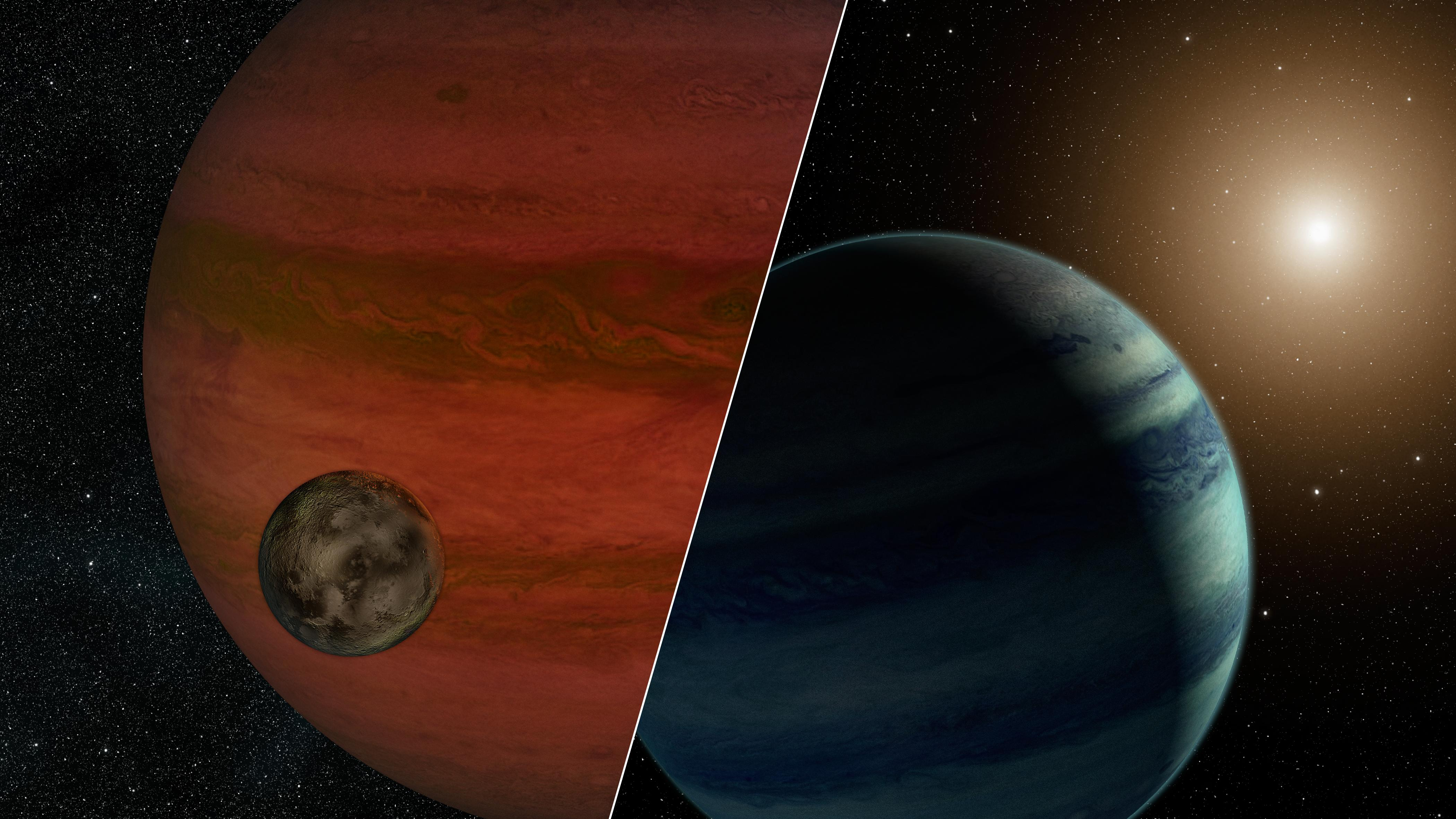
MOA-2011-BLG-262LとMOA-2011-BLG-262L bの想像図

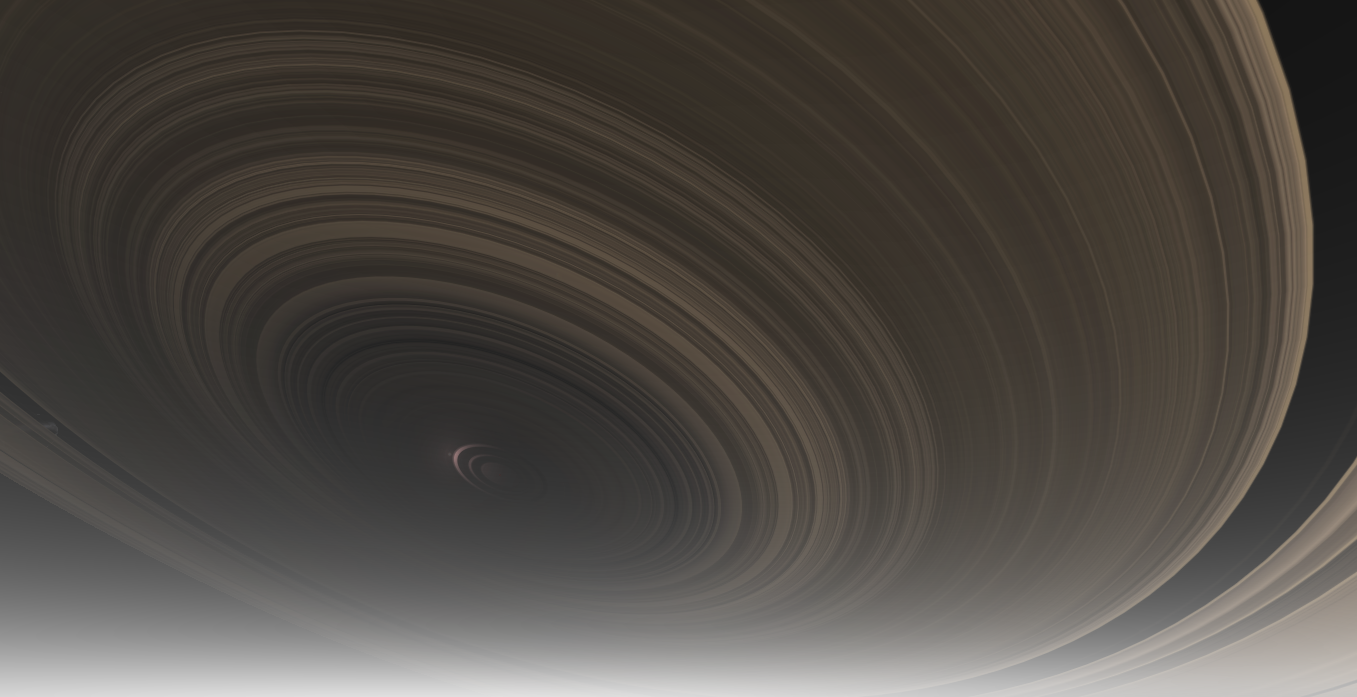
衛星から見た1SWASP J1407 bの想像図

2013年12月、自由浮遊惑星 MOA-2011-BLG-262L に衛星候補 MOA-2011-BLG-262L b が発表された。自由浮遊惑星の周りを公転する準地球質量の衛星か、低質量の赤色矮星を周回する海王星質量の惑星かは不明である。
2014年、WASP-12bから放出される光の周期的な増加と減少の観測から、周囲に衛星が存在する可能性が示された。この衛星は惑星のヒル球外にある。また、HD 189733 bにも衛星の可能性が示されている。
2017年、ケプラー1625bに衛星候補 ケプラー1625b I が存在する可能性が示された。この衛星候補はトランジット法で発見され、海王星ほどのサイズを持つと推定された。
2018年、自由浮遊惑星 MOA-2015-BLG-337 に衛星候補 MOA-2015-BLG-337 b が発見された。この両者の関係として、自由浮遊惑星の周りを公転するスーパー・ネプチューンクラスの質量を持つ衛星か、褐色矮星の周りを公転する惑星という2つの組み合わせが考えられているが、どちらが正しいのかは分かっていない。
2020年6月23日、Chris Fox と Paul Wiegert はトランジットタイミング変化（TTV）による観測で、既に存在が知られていた惑星KOI-268 b、ケプラー409b、ケプラー517b、ケプラー809b、ケプラー857b、ケプラー1000b、ケプラー1326b、ケプラー1442bの8つの惑星の周囲に太陽系外衛星候補が存在する可能性があると発表した。しかし、後の2020年8月に発表された研究では、これらの太陽系外衛星の存在を示す証拠は見つからなかった。一方で、存在が疑問視されていたケプラー1625b Iが実在する可能性がこの研究で再び浮上している。2020年9月の研究では、KOI-268 bとケプラー1000b以外の4つの惑星の周囲では潮汐力によって衛星が破壊されるか衛星が離れて失う可能性が示された。その2つの惑星の周囲では惑星半径の25倍以内の範囲内を公転する惑星質量の3%以内の衛星が存在できるとみられている。
2020年7月、直接観測によっておうし座DH星Bに木星質量の衛星候補 おうし座DH星Bb が発見された。ただし、主星が褐色矮星である可能性があるため、その場合では褐色矮星の周囲を公転する惑星という関係になる。
2021年8月、自由浮遊惑星とされる2MASS J1119-1137 AまたはBの周囲にトランジット法によって太陽系外衛星が存在する可能性が示された。衛星の半径は地球の1.7倍である。衛星はハビタブルゾーンを公転している可能性がある 。
2022年1月12日、トランジット法によってケプラー1708bに衛星候補 ケプラー1708b I が存在する可能性が示された。この衛星候補が誤検出である可能性はわずか1%である。ミニ・ネプチューンサイズであり、ケプラー1625b Iと比べるとかなり小さい。
2022年11月11日、ケプラー1513bに衛星候補の可能性がある非常に有意なTTV信号が発見された。この衛星候補は太陽系外惑星エンサイクロペディアで ケプラー1513b I という名称で記載されている。
その他の惑星にも衛星候補が発見されている。1SWASP J1407 bの周囲には複数の衛星が存在すると推測されている。
また、エクソ・イオと呼ばれている分類の太陽系外衛星候補も存在する。WASP-49bを始め複数の惑星の周囲からナトリウムが検出されており、イオのような火山活動を起こしている衛星に起因している可能性がある。HD 189733 bで検出されたナトリウムやカリウムのデータからも蒸発する太陽系外衛星およびガストーラスの存在する場合、吸光分光法によって検出されたWASP-76bの周囲に存在するナトリウムは蒸発する太陽系外衛星の円環状の大気の存在する場合、そしてWASP-121bの周囲で検出されたナトリウムは太陽系外惑星によって発生したガストーラスが存在する場合と分析データが一致する。その他、複数の惑星に同様のエクソ・イオ候補が存在する可能性が示されている。エクソ・イオの中で最初に存在の可能性が示されたのは WASP-49b I である。

## 一覧

### 凡例
- 惑星や衛星の質量について、地球質量 {\displaystyle M_{\oplus }} が判明している場合は {\displaystyle M_{J}={\frac {M_{\oplus }}{317.83}}}、地球半径 {\displaystyle R_{\oplus }} が判明している場合は {\displaystyle R_{J}={\frac {R_{\oplus }}{11.21}}} を用いて木星質量 {\displaystyle M_{J}} と木星半径 {\displaystyle R_{J}} へ換算している。また、距離において単位が光年（{\displaystyle ly}）として判明している場合は {\displaystyle pc={\frac {ly}{3.26}}} を用いてパーセク（{\displaystyle pc}）へ換算している。換算された質量、半径、距離はそれぞれ小数第4位を四捨五入し、小数第3位まで記載する。
- 発見方法の欄にある「T」はトランジット法、「M」は重力マイクロレンズ法、「TTV」はTTV法、「I」は直接撮像法を表す。
- 惑星、衛星の欄は予想される分類により以下の4色によって表されている。
- 表の「衛星」欄以降のデータは衛星のデータである。
- 惑星からの距離は天文単位（au）を単位にしているが、異なる場合は括弧で示す。RHillはその衛星が公転しているとされる惑星のヒル半径を基準とした単位である。
- 現在のところ太陽系外衛星の名称の命名には規則が存在しないため、名称が記されているものは出典つきで提示し、名称の用例が確認されていないものは暫定的に括弧つきで「○○（惑星名）の衛星」と表記している。

| 地球型 | 海王星型 | 木星型 | 不明 |

### 一覧
2022年11月15日の時点で、太陽系外衛星は36個発見または予測されており、そのうち自由浮遊惑星の周りを公転している2つのみ確認されている（太字で示す）。なお、後の観測により存在しない可能性がある衛星も記載する。恒星や惑星の欄は全て通常の字で示す。

#### 主要な衛星候補
太陽系外惑星エンサイクロペディアに記載があるものを基準としている。
| 衛星                        | 衛星        | 衛星        | 衛星            | 衛星              | 衛星      | 衛星   | 惑星・恒星        | 惑星・恒星   | 惑星・恒星   | 惑星・恒星  | 出典                        |
| 衛星名                      | 質量 （M⊕） | 半径 （R⊕） | 公転周期 （日） | 軌道長半径 （au） | 発見 方法 | 発見年 | 惑星名            | 主星名       | 星座         | 距離 （pc） | 出典                        |
| --------------------------- | ----------- | ----------- | --------------- | ----------------- | --------- | ------ | ----------------- | ------------ | ------------ | ----------- | --------------------------- |
| 2MASS J1119-1137 AまたはB b | 0.5~1       | 1.74        |                 | 0.004~0.009       | T         | 2021   | 2MASS J1119-1137  | （なし）     | コップ座     |             | [ 8 ]                       |
| MOA-2011-BLG-262L b         | 17.989178   | 2.52225     |                 | 0.84              | M         | 2013   | MOA-2011-BLG-262L | （なし）     |              | 7350        | [ 22 ] [ 23 ] [ 24 ]        |
| MOA-2015-BLG-337 b          | 33.68998    | 2.913479    | 474.6           | 0.24              | M         | 2018   | MOA-2015-BLG-337  | （なし）     |              | 7100        | [ 25 ]                      |
| ケプラー1513b I             | 0.0094      |             | 27.11           |                   | TTV       | 2022   | ケプラー1513b     | ケプラー1513 | こと座       | 384         | [ 11 ] [ 10 ]               |
| ケプラー1625b I             | 19.0698     | 4.89877     | 22              | 0.02005           | T         | 2017   | ケプラー1625b     | ケプラー1625 | はくちょう座 | 2460        | [ 26 ] [ 27 ] [ 28 ] [ 29 ] |
| ケプラー1708b I             | <37         | 2.61        | 4.6             |                   | T         | 2022   | ケプラー1708b     | ケプラー1708 | はくちょう座 | 1667        | [ 9 ]                       |

#### その他の候補
| 恒星         | 惑星           | 衛星                     | 質量 （M⊕） | 半径 （R⊕） | 公転周期 （日） | 軌道長半径 （au）         | 軌道離心率 | 発見 方法 | 発見年 | 星座           | 距離 （pc） | その他の出典                |
| ------------ | -------------- | ------------------------ | ----------- | ----------- | --------------- | ------------------------- | ---------- | --------- | ------ | -------------- | ----------- | --------------------------- |
| 1SWASP J1407 | 1SWASP J1407 b | （1SWASP J1407 bの衛星） | <0.3        |             |                 | 0.24                      |            |           | 2012   | ケンタウルス座 | 133         | [ 12 ] [ 30 ]               |
| 1SWASP J1407 | 1SWASP J1407 b | （1SWASP J1407 bの衛星） | <0.3        |             |                 | 0.25                      |            |           | 2012   | ケンタウルス座 | 133         | [ 12 ] [ 30 ]               |
| 1SWASP J1407 | 1SWASP J1407 b | （1SWASP J1407 bの衛星） | <0.8        |             |                 | 0.40                      |            |           | 2012   | ケンタウルス座 | 133         | [ 12 ] [ 30 ]               |
| HAT-P-1      | HAT-P-1b       | HAT-P-1b I               |             |             |                 |                           |            |           | 2019   | とかげ座       | 139         |                             |
| HAT-P-12     | HAT-P-12b      | HAT-P-12b I              |             |             |                 |                           |            |           | 2019   | りょうけん座   | 142.5       |                             |
| HD 189733    | HD 189733 b    | HD 189733 b I            | 〜0.015     |             |                 | 0.00115                   |            |           | 2019   | こぎつね座     | 19.3        | [ 13 ] [ 14 ] [ 18 ] [ 19 ] |
| HD 189733    | HD 189733 b    | （HD 189733 bの衛星）    |             |             |                 | 0.0087                    |            |           | 2014   | こぎつね座     | 19.3        | [ 31 ]                      |
| HD 209458    | HD 209458 b    | HD 209458 b I            |             |             |                 |                           |            |           | 2019   | ペガスス座     | 47          |                             |
| KOI-268      | KOI-268 b      | （KOI-268 bの衛星）      | 0.817       |             |                 | <0.00315 （0.217 RHill）  |            | TTV       | 2020   |                |             | [ 4 ] [ 6 ]                 |
| WASP-6       | WASP-6b        | WASP-6b I                |             |             |                 |                           |            |           | 2019   | みずがめ座     | 307         |                             |
| WASP-12      | WASP-12b       | （WASP-12bの衛星）       | 0.57–6.4    |             |                 | 0.00498                   |            |           | 2014   | ぎょしゃ座     | 432.5       | [ 31 ] [ 33 ]               |
| WASP-17      | WASP-17b       | WASP-17b I               |             |             |                 |                           |            |           | 2019   | さそり座       |             |                             |
| WASP-31      | WASP-31b       | WASP-31b I               |             |             |                 |                           |            |           | 2019   |                | 400         |                             |
| WASP-39      | WASP-39b       | WASP-39b I               |             |             |                 |                           |            |           | 2019   | おとめ座       | 230         |                             |
| WASP-49      | WASP-49b       | WASP-49b I               | 〜0.015     |             |                 | 0.0009                    |            |           | 2019   | うさぎ座       | 196         | [ 19 ]                      |
| WASP-52      | WASP-52b       | WASP-52b I               |             |             |                 |                           |            |           | 2019   | ペガスス座     | 140         |                             |
| WASP-69      | WASP-69b       | WASP-69b I               |             |             |                 |                           |            |           | 2019   |                | 50          |                             |
| WASP-76      | WASP-76b       | WASP-76b I               | 〜0.015     |             |                 | 0.001                     |            |           | 2019   | うお座         | 195.3       | [ 15 ] [ 16 ] [ 18 ]        |
| WASP-96      | WASP-96b       | WASP-96b I               |             |             |                 |                           |            |           | 2019   |                |             |                             |
| WASP-121     | WASP-121b      | （WASP-121bの衛星）      | 〜0.015     |             |                 | 0.0017                    |            |           | 2020   | とも座         | 270         | [ 17 ] [ 18 ]               |
| XO-2N        | XO-2Nb         | XO-2Nb I                 |             |             |                 |                           |            |           | 2019   | やまねこ座     | 149         |                             |
| おうし座DH星 | おうし座DH星B  | おうし座DH星Bb           | ~317.83     |             | 116880          | 10                        |            | I         | 2020   | おうし座       |             | [ 7 ]                       |
| ケプラー409  | ケプラー409b   | （ケプラー409の衛星）    | 0.300       |             |                 | （0.222 RHill）           | 0.024      | TTV       | 2020   | はくちょう座   | 66.8        | [ 4 ]                       |
| ケプラー517  | ケプラー517b   | （ケプラー517の衛星）    | 0.499       | 0.65        |                 | （0.278 RHill）           | 0.113      | TTV       | 2020   | はくちょう座   | 284         | [ 4 ]                       |
| ケプラー809  | ケプラー809b   | （ケプラー809の衛星）    | 2.931       |             |                 | （0.289 RHill）           |            | TTV       | 2020   |                | 933         | [ 4 ]                       |
| ケプラー856  | ケプラー856b   | （ケプラー856の衛星）    |             |             | 3.55            | <0.0018                   |            | TRV       | 2020   |                | 1175        | [ 34 ]                      |
| ケプラー857  | ケプラー857b   | （ケプラー857の衛星）    | 1.636       |             |                 | （0.208 RHill）           |            | TTV       | 2020   |                | 1039        | [ 4 ]                       |
| ケプラー1000 | ケプラー1000b  | （ケプラー1000の衛星）   | 1.551       |             |                 | <0.004988 （0.235 RHill） | 0.027      | TTV       | 2020   | はくちょう座   | 925         | [ 4 ] [ 6 ]                 |
| ケプラー1326 | ケプラー1326b  | （ケプラー1326の衛星）   | 6.057       |             |                 | （0.295 RHill）           | 0.130      | TTV       | 2020   | はくちょう座   | 910         | [ 4 ]                       |
| ケプラー1442 | ケプラー1442b  | （ケプラー1442の衛星）   | 1.586       |             |                 | （0.208 RHill）           | 0.269      | TTV       | 2020   | はくちょう座   | 525         | [ 4 ]                       |